# مافخابل
مافخابل (به لاتین: Mafekhabl) یک منطقهٔ مسکونی در روسیه است که در آدیغیه واقع شده‌است.